# 国際汎ヨーロッパ連合

国際汎ヨーロッパ連合の旗。「太陽十字」（Sun cross）は先史時代から今日までヨーロッパ各地で使われてきたシンボル

近年になり、欧州旗の星が「太陽に十字」の周囲に付け加えられるようになった

国際汎ヨーロッパ連合（こくさいはんヨーロッパれんごう、英：International Paneuropean Union）は、最も古い欧州統合運動といわれ、汎欧州運動と呼ばれている。この運動は、欧州統合国家の考えを明らかにしたリヒャルト・クーデンホーフ＝カレルギーの宣言書「汎ヨーロッパ（Paneuropa）」（1923年）から始まった。
運動組織の目標としたのは、キリスト教徒のヨーロッパ（「虚無主義、無神論、節操のない消費活動」から解放）である。全ての政党から独立するが、政治家、政党、団体を評価する原則を打ち立てている。国際汎ヨーロッパ連合は自由主義、キリスト教、社会的責任、親欧州主義の四大原則がある。
組織は1933年にナチス・ドイツから禁止されたが、第二次世界大戦後に再建された。
1926年から初代国際会長を務めたクーデンホーフ＝カレルギーが1972年に他界すると、その翌年にオットー・フォン・ハプスブルク（ハプスブルク家の先代当主）が国際汎ヨーロッパ連合の2代目国際会長になった。2004年からの3代目連合国際会長はフランス汎ヨーロッパ連合理事のアラン・テルノワール（fr:Alain Terrenoire）であり、オットー・フォン・ハプスブルクは名誉会長に就任した。1927年に初代名誉会長になったのはアリスティード・ブリアン。
この連合はミュンヘンに統括事務局があるほか多くのヨーロッパ諸国に支部がある。

## 参考
1. ↑  “アーカイブされたコピー”. 2008年9月27日時点のオリジナルよりアーカイブ。2010年6月30日閲覧。